# Vicario episcopale
La figura del vicario episcopale è prevista dal Codice di diritto canonico nel suo Libro II intitolato Il popolo di Dio.
Il Can. 476 recita: 
Pertanto è una figura facoltativa nelle diocesi cattoliche di rito latino.
La figura, se presente, può essere unitaria o in un numero diverso a seconda delle necessità.

## I compiti
Come si evince dal Codice di diritto canonico i compiti sono sempre limitati e specificati, possono essere limitati a una frazione del territorio diocesano o possono riguardare soltanto una parte ben definita dei compiti episcopali.
Il vicario episcopale fa parte solitamente del consiglio di curia.

## Insegna
Insegna del vicario episcopale è la ferula comune.

## Araldica
L'arma dei vicari episcopali è uguale a quella dei prevosti salvo che essi non siano anche vescovi ausiliari. In tale caso usano le armi proprie di questo rango.

## Delegato episcopale
Per la prima volta nella Chiesa Cattolica, il 19 maggio 2020 la diocesi di Friburgo ha nominato una donna e laica come facente funzioni di un vicario episcopale. 
Il vescovo diocesano ha chiarito che, stante il diritto canonico vigente, la donna è succeduta al vicario episcopale con la qualifica di delegata episcopale, ma senza le prerogative che la legge della Chiesa attribuisce ad un sacerdote, nell'ambito di una circoscrizione che aveva già riservato ruoli di responsabilità a numerose laiche.
Sebbene il ruolo di delegato episcopale da quello di vicario episcopale, di diritto riservato ad un sacerdote, siano disciplinati da articoli differenti del codice di diritto canonico, il mandato e le deleghe sostanziali di fatto conferite dalla diocesi di Fribugo producono l'effetto di divenire di diritto membro del Consiglio episcopale e del Consiglio dei presbiteri ordinari con "responsabilità" sul clero e poteri direttivi sugli enti ecclesiali.
Già delegata del vicario episcopale Padre Pascal Marquard per la comunità di lingua tedesca negli otto anni precedenti, la teologa sessantenne Marianne Pohl-Henzen, sposata e madre di tre figli, sostenitrice del diaconato femminile, al ritiro dell'ex vicario è stata confermata nel ruolo di delegata episcopale per la comunità di lingua tedesca del cantone di Friburgo, ma alla diretta dipendenza gerarchica dell'ordinario diocesano, di fatto succedendo al vicario come facente funzioni, fatte salve la possibilità di celebrare Messa e amministrare i sacramenti.